# So Good
So Good – jedenasty minialbum południowokoreańskiej grupy T-ara, wydany 4 sierpnia 2015 roku. Album osiągnął 4 pozycję na liście Gaon Chart. Album sprzedał się w nakładzie 21 617 egzemplarzy (stan na grudzień 2015).

## Lista utworów
| Nr | Tytuł                                                              | Słowa                       | Muzyka                      | Czas |
| -- | ------------------------------------------------------------------ | --------------------------- | --------------------------- | ---- |
| 1. | "So Crazy" (kor. 완전 미쳤네 Wanjeon Michyeossne) (wer. koreańska) | Brave Brothers, Star Warz   | Brave Brothers, Star Warz   | 3:19 |
| 2. | "So Crazy" (kor. 완전 미쳤네 Wanjeon Michyeossne) (wer. chińska)   | Brave Brothers, Star Warz   | Brave Brothers, Star Warz   | 3:19 |
| 3. | "Uli Heeojin Iyu" (kor. 우리 헤어진 이유)                          | Monster Factory, Polar Bear | Monster Factory, Polar Bear | 3:38 |
| 4. | "For you"                                                          | Monster Factory, Polar Bear | Monster Factory, Polar Bear | 3:31 |
| 5. | "So Crazy" (kor. 완전 미쳤네 Wanjeon Michyeossne) (Inst.)          |                             |                             | 3:19 |

## Notowania
| Lista                     | Pozycja |
| ------------------------- | ------- |
| Gaon Weekly Albums Chart  | 4       |
| Gaon Monthly Albums Chart | 8       |
| Gaon Yearly Albums Chart  | 71      |